# 아처 L. 러치

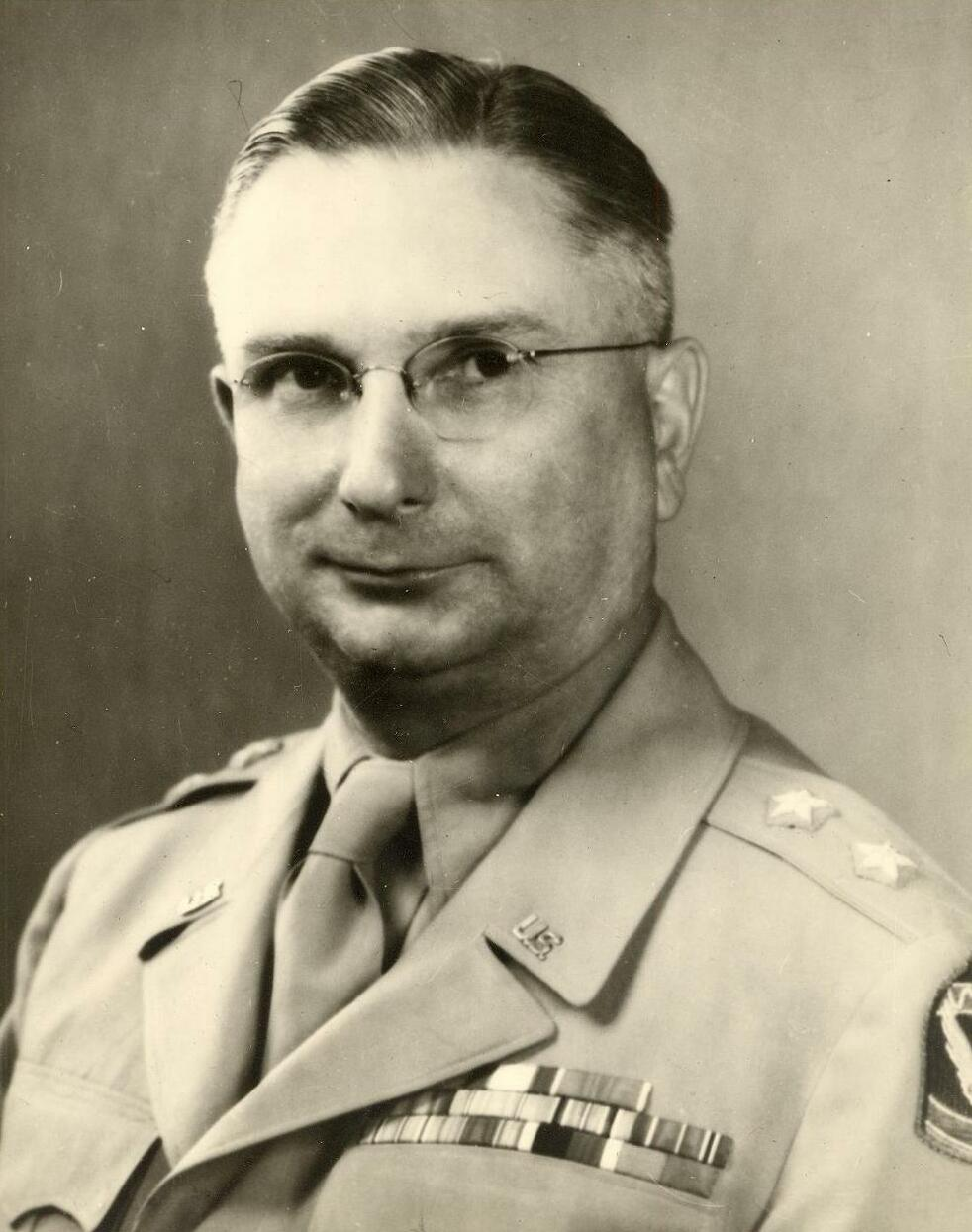

아처 린 러치(Archer Lynn Lerch, 1894년 1월 12일 ~ 1947년 9월 11일)는 미국 육군의 장교로서, 육군 소장과 제2차 세계대전 당시 미국 육군 헌병대장을 역임했다. 1947년 9월 한국의 미 군정청의 군정장관으로 근무하던 중 심장마비로 사망했다.